# Andrea Matteucci
Andrea Matteucci, noto anche con il soprannome Il mostro di Aosta (Torino, 24 aprile 1962), è un serial killer italiano, responsabile di 4 omicidi commessi tra gli anni ottanta e novanta. È l'unico serial killer italiano noto della Valle d'Aosta.

## Biografia
Nasce a Torino. Suo padre, un operaio con precedenti penali per furto e ricettazione, abbandona la famiglia l'anno in cui nasce il figlio. La madre, Maria Pandiscia, lascia Andrea in affidamento alla sorella Lina, a Foggia. All'età di cinque anni si trasferisce con la madre ad Aosta, in un istituto religioso dove vive fino ai 9 anni. Della madre, dirà: «Faceva la prostituta e mi faceva assistere agli incontri con i suoi clienti. Io odio le donne che si fanno pagare per stare con gli uomini». A 14 anni tenta di rapinare la macelleria dove lavorava, ma una settimana dopo si costituisce. Dai 14 ai 18 anni rimane in comunità. Appena maggiorenne va a lavorare come meccanico a Quart.

### Gli omicidi

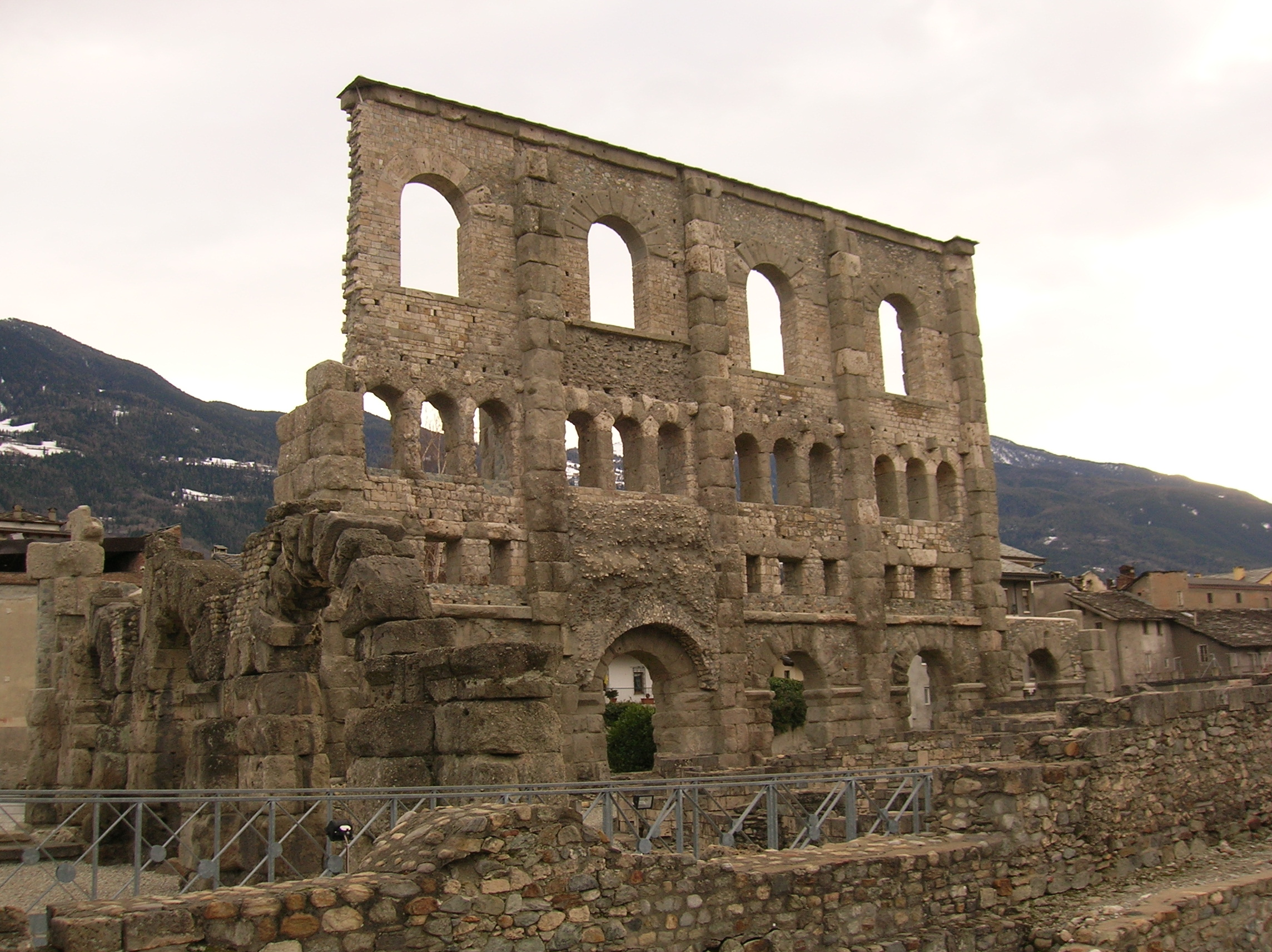
Il Teatro romano di Aosta, luogo dell'omicidio del 30 aprile 1980

La sera del 30 aprile 1980, uscito da casa, incontra al Teatro romano di Aosta il commerciante Domenico Raso. L'uomo, segretamente omosessuale, gli fece avances sessuali e Matteucci lo uccise con un coltello da boyscout. Raso aveva famiglia, e questo portò Andrea a credere di aver fatto la cosa più giusta perché «un uomo non può fare certe cose»: il suo stato mentale ne risultò alterato, credendo che chi ha famiglia e tenta atti sessuali extraconiugali non meriti la vita.
Matteucci non viene scoperto dagli investigatori e pochi mesi dopo il delitto parte per il servizio militare, durante il quale chiede di entrare nella Folgore a Livorno. Si congederà nel 1983 col grado di caporal maggiore. Nello stesso anno si sposa e va a vivere a Villeneuve, dove trova lavoro come commesso in un negozio di alimentari. Nel 1987 ha un primo figlio e inizia a lavorare come scalpellino, prima sotto varie ditte e poi in proprio in un laboratorio ad Arvier; nel frattempo il rapporto con la moglie va deteriorandosi.
Una sera del 1992 incontra la prostituta torinese Daniela Zago a Brissogne. I due hanno un diverbio mentre contrattano una prestazione sessuale e Matteucci le spara in testa. La Zago non muore subito e chiede a Matteucci di portarla in un ospedale; lui finge di accettare e la porta in luogo isolato dove le spara di nuovo in testa, uccidendola. Seppellisce poi il cadavere poco lontano dal luogo del delitto, ad Arvier. Dopo un mese, temendo che i resti possano essere scoperti, lo disseppellisce e li brucia in una discarica.
Nel 1994 a Chambave incontra la prostituta nigeriana Clara Omoregbee, la porta ad Arnad e ha con lei un rapporto sessuale; non soddisfatto della prestazione, Matteucci litiga con lei, la colpisce con un pugno e la uccide sparandole due colpi, di cui uno alla testa. Compie poi atti di necrofilia con il cadavere. Tornato a casa, seziona il cadavere con un coltello da cucina; dopo aver bruciato i resti ad Arvier, li getta nella Dora Baltea nei pressi di Villeneuve.

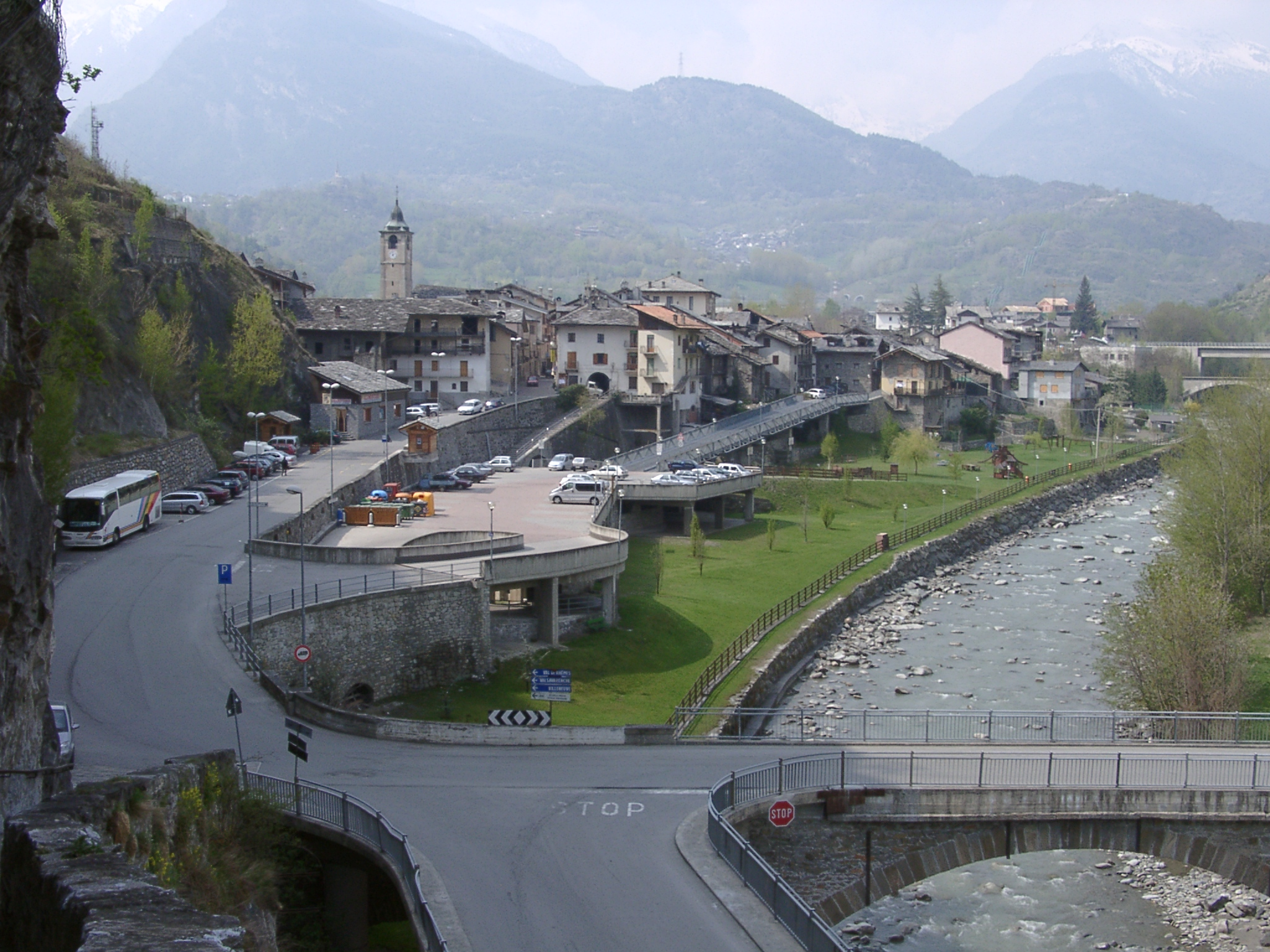
Villeneuve e il ponte sulla Dora Baltea da cui furono gettate le ceneri della prostituta Clara Omoregbee

Il 10 settembre 1994, in cerca di vittime a Nus, Matteucci incontra la prostituta Lucy Omon e la porta a casa sua. Dopo il rapporto sessuale, le promette di riaccompagnarla in macchina a Nus; la porta invece ad Arvier, nel piazzale del suo vecchio laboratorio di scalpellino, dove tenta di soffocarla con un cuscino e con uno straccio. La Omon riesce a divincolarsi ed a fuggire dall'auto.
Nell'aprile del 1995 viene condannato per furto d'auto. Usufruendo dei benefici di legge non viene condannato al carcere, ma gli viene imposto l'obbligo di firma a Saint-Pierre e proibito di muoversi al di fuori del perimetro tra Arvier e Aosta. Poche settimane dopo, il 12 maggio, torna a uccidere: la vittima è la prostituta albanese Albana Dakovi. Dopo aver avuto con lei un rapporto sessuale, Matteucci la porta ad Arnad, dove prima la stordisce alla testa con una chiave inglese e poi la uccide pugnalandola. Nasconde poi il cadavere nel furgone, con il quale si reca a Saint-Pierre per firmare il registro. Come i precedenti, anche i resti dell'ultima vittima saranno bruciati.

### L'arresto e la condanna
Il protettore della Dakovi invia alla caserma di Pont-Saint-Martin una lettera anonima dove sostiene di aver visto la ragazza salire su un furgone Iveco Daily, segnalando anche il numero di targa. Il 26 giugno 1995 Matteucci viene arrestato e condotto alla  casa circondariale di Brissogne e Aosta. All’inizio nega di aver ucciso la prostituta ma lo ammette il giorno dopo, quando viene nuovamente interrogato. Subito dopo confessa anche gli altri omicidi.
Durante il processo, la perizia psichiatrica a cui è sottoposto lo dichiara «socialmente pericoloso» e parzialmente incapace di intendere e di volere. Il 16 aprile 1996 è condannato a 28 anni di carcere e a 3 anni di reclusione in un ospedale psichiatrico giudiziario dalla Corte d'assise di Aosta. Matteucci esce dal carcere il 9 marzo del 2017, a 55 anni, entrando in una struttura sanitaria psichiatrica.
Nel 2022, mentre si trovava in una comunità terapeutica, ha incontrato il figlio dopo 26 anni, chiedendo scusa per i crimini che aveva commesso e raccontando la sua vita attuale.

## Vittime
- Domenico Raso, ucciso ad Aosta il 30 aprile 1980
- Daniela Zago, uccisa a Brissogne nel 1992
- Clara Omoregbee, uccisa ad Arnad nel 1994
  - Tentato omicidio di Lucy Omon il 10 settembre 1994
- Albana Dakovi, uccisa ad Arnad il 12 maggio 1995